# Joseph Kutter
Joseph Kutter (né le 12 décembre 1894 à Luxembourg, mort le 2 janvier 1941 dans la même ville) est un peintre luxembourgeois. Le photographe Édouard Kutter était son frère.

## Biographie
Kutter a grandi dans la ville de Luxembourg, où son père exerçait le métier de photographe. Après avoir fréquenté l'École des Artisans à Luxembourg, il a continué ses études de 1911 à 1914 aux académies de Strasbourg et de Munich. En 1915 il a travaillé durant quelques mois chez un peintre de  vitraux d'art à Cologne, retournant ensuite (1917-1918) durant quelques mois à l'Académie des arts de Munich.
Kutter est resté jusque 1924 à Munich, où il s'est marié en 1919. Son art, à cette époque, reflétait l'influence de Cézanne et des expressionnistes allemands. En 1924, il retourne à Luxembourg. La même année, il a pris part à l'exposition connue sous le nom de Salon du cercle artistique, et reçoit le prix Grand-Duc Adolphe, mais c'est en 1926 seulement que les premiers recensements critiques positifs parurent en Belgique.
En 1927, Kutter et quelques autres artistes entraient en sécession (avec le Cercle artistique) et ont organisé leur propre exposition. En 1930, Kutter a participé à Paris au Salon d'automne. En France et en Belgique on honorait les mérites de Kutter, alors que dans son pays il restait méconnu. C'est pour cette raison qu'à partir de 1930 il n'a plus présenté ses tableaux publiquement au Luxembourg.
À partir de 1933, avec l'avènement du nazisme, Kutter était considéré en Allemagne comme un peintre qui pratiquait un art dégénéré. Cela ne l'empêchait pas de continuer à participer avec succès à des expositions à Paris, Bruxelles et Anvers. En 1936-1937 il a peint deux tableaux en grand format pour le pavillon luxembourgeois à l'Exposition internationale de Paris.
À cette époque, Kutter fut atteint d'une maladie curieuse qui n'a jamais pu être diagnostiquée avec certitude et les dernières années de sa vie furent pénibles en raison de ses souffrances. Le 2 janvier 1941, Kutter meurt des suites d'un accident vasculaire-cérébral.

## Œuvres (sélection)
- L'homme au doigt coupé, 1930. Musée national d'art moderne, Centre Georges Pompidou, Paris
- Le Champion, 1932. Collection privée, Prêté au Musée national d'histoire et d'art, Luxembourg
- Clown avec accordéon, 1936. Musée municipal, Amsterdam
- Clerf, 1936-37. Musée national d'histoire et d'art, Luxembourg
- Luxemburg, 1936-37. Musée national d'histoire et d'art, Luxembourg

## Galerie photographique

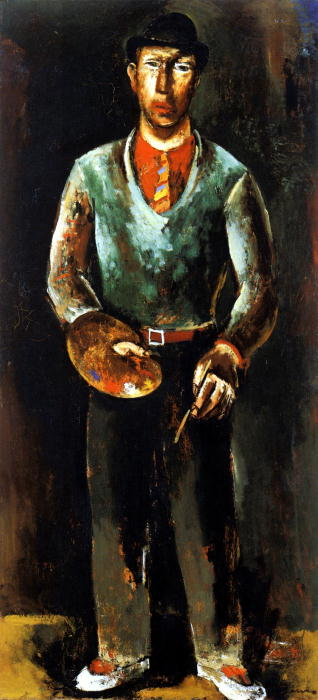
Autoportrait
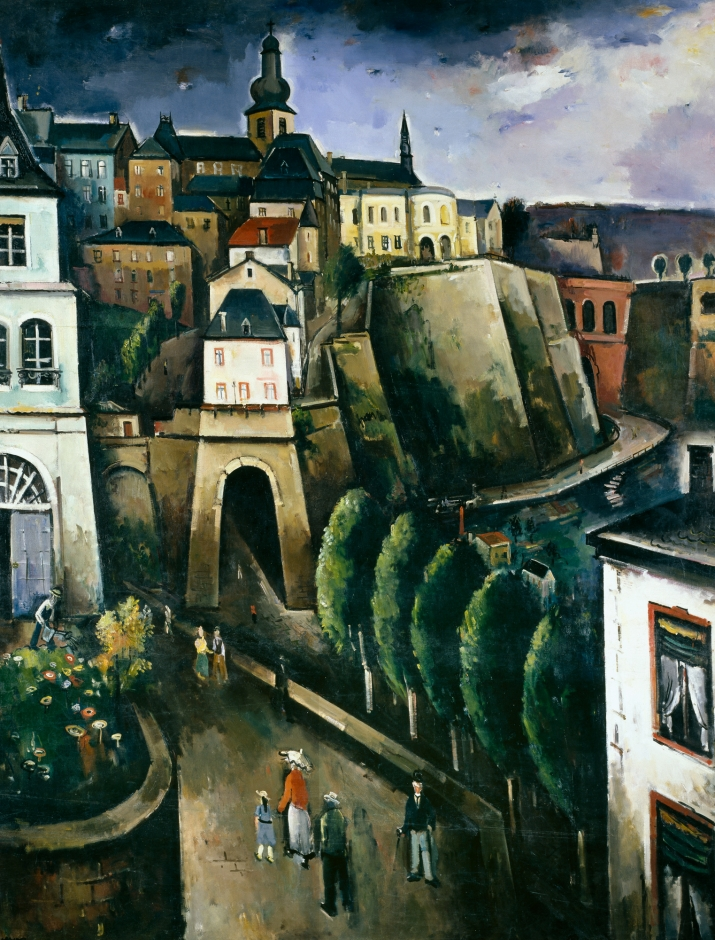
Luxembourg
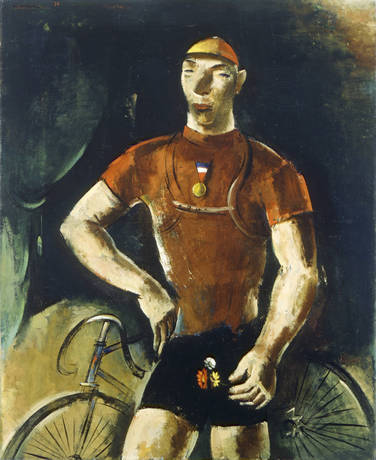
Le Champion
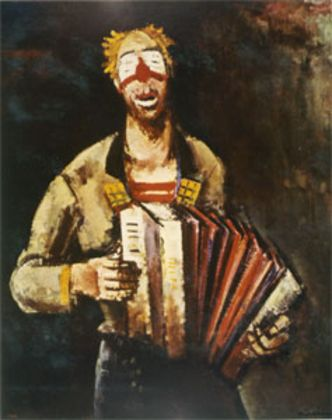
Clown avec accordéon (1936)
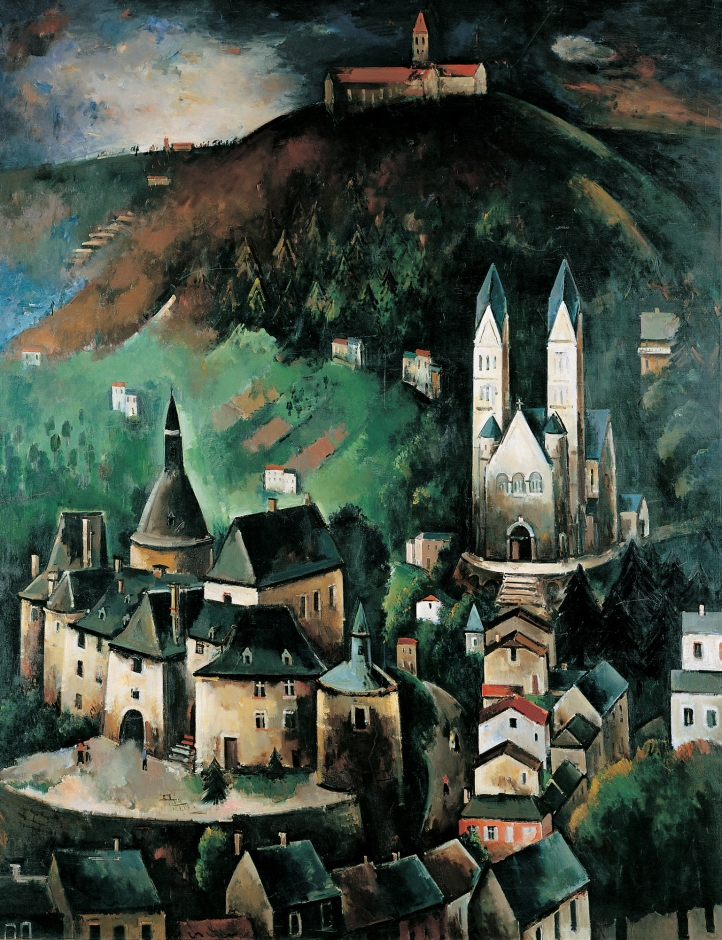
Clervaux (1937)
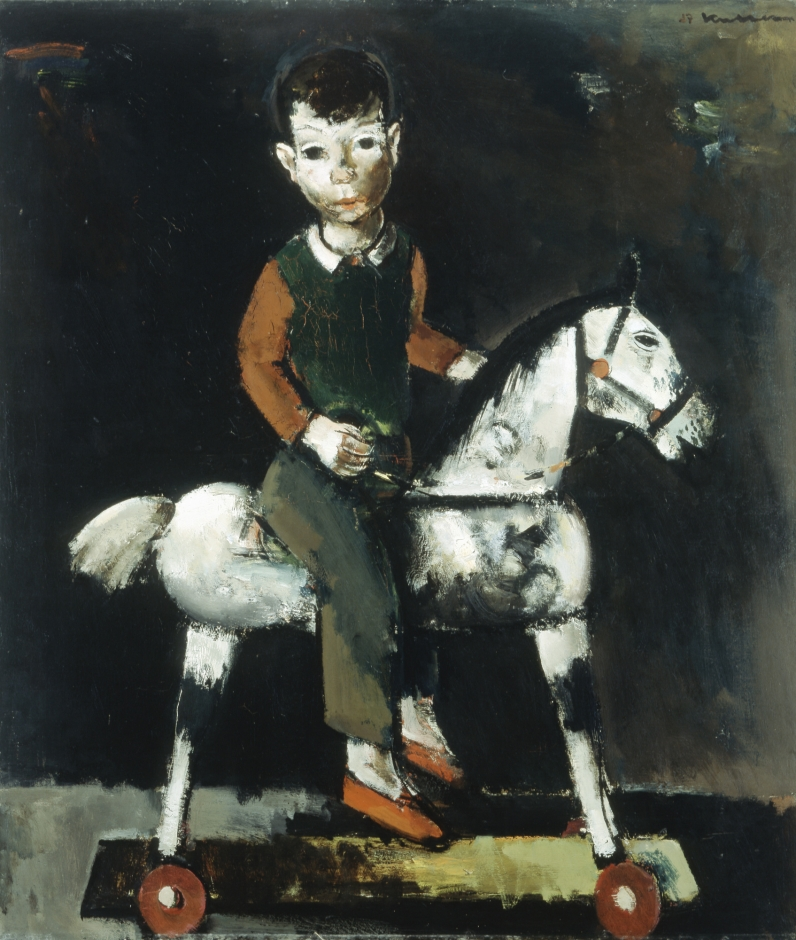
Cheval de bois (1937)

## Expositions rétrospectives (sélection)
- 1946 Musées de l'État, Luxembourg
- 1946 Palais des Beaux Arts, Bruxelles
- 1948 Musée municipal, Amsterdam
- 1951 Musée national d'art moderne, Paris
- 1953 Schloss Morsbroich, Leverkusen
- 1961 Museum der Stadt, Trier
- 1986 Musée d'art moderne de la Ville de Paris
- 1994-95 Musée national d'histoire et d'art, Luxembourg
- 1995 Große Orangerie, Schloss Charlottenburg, Berlin
- 2007 Musée national d'histoire et d'art, Luxembourg

## Littérature (sélection)
- Joseph-Emile Muller: Kutter (Monographie). UNIL, Luxembourg, 1945
- Ingeborg Kuhn-Regnier: Joseph Kutter. Éditions de l'Imprimerie Saint-Paul, Luxembourg, 1990
- Frédéric Humbel: J.K. la vie et l'œuvre de Joseph Kutter (fr.). Promotion 4 a.s.b.l., Luxembourg, 1994
- Jean Luc Koltz, Edmond Thill, Robert Wagner: Joseph Kutter, Luxembourg, 1894-1941 (fr./all.). Grand-Duché de Luxembourg, ministère des Affaires culturelles, Musée national d'histoire et d'art, 1994
- Jean Luc Koltz, Edmond Thill: Joseph Kutter. Catalogue raisonné de l'œuvre. Éditions Saint-Paul, Luxembourg, 2e éd. 2008